# Citeureup (Cimahi Utara)
Citeureup is een bestuurslaag in het regentschap Cimahi van de provincie West-Java, Indonesië. Citeureup telt 34.124 inwoners (volkstelling 2010).